# ووزنسنکا (شهرستان بیرسکی، باشقیرستان)
ووزنسنکا (انگلیسی: Voznesenka, Birsky District, Republic of Bashkortostan) یک شهرک در شهرستان بیرسکی باشقیرستان کشور روسیه است.